# Cantó de Houdain
El cantó de Houdain és un cantó francès del departament del Pas de Calais, situat al districte de Béthune. Té 11 municipis i el cap és Houdain.

## Municipis
- Beugin
- Camblain-Châtelain
- Caucourt
- Estrée-Cauchy
- Fresnicourt-le-Dolmen
- Gauchin-le-Gal
- Hermin
- Houdain
- Maisnil-lès-Ruitz
- Ourton
- Rebreuve-Ranchicourt

## Història
| Data d'elecció                           | Identitat          | Partit | Qualitat |
| ---------------------------------------- | ------------------ | ------ | -------- |
| 1945-1949                                | Ernest Wéry        | SFIO   |          |
| 1949-1958                                | André Mancey       | PCF    |          |
| 1958-1959                                | Télesphore Caudron | SFIO   |          |
| 1959-1992                                | Roland Cressent    | PCF    |          |
| 1992-2004                                | Marcel Wacheux     | PS     |          |
| 2004-2010                                | Alain Wacheux      | PS     |          |
| 2010-                                    | Daniel Dewalle     | PCF    |          |
| les dades anteriors no són pas conegudes |                    |        |          |
|                                          |                    |        |          |